# گلنوی
گلنوی (به انگلیسی: Glenavy) یک روستا در بریتانیا است که در شهرستان انتریم واقع شده‌است. گلنوی ۵٬۶۹۷ نفر جمعیت دارد.